# 黃英 (1989年)
黄英（1989年1月28日—），女，四川省达州市人，中国歌手，2009年湖南卫视“快乐女声”全国季军，因翻唱中国民歌《映山红》而知名，是比赛中少有的从始至终坚持唱“红歌”的歌手。2010年12月发行个人首张EP《小黄英大太阳》。2011年主演电影《暴走妈妈》，演唱主题曲《平凡妈妈》，被提名“上海国际电影节”最佳女配角。同年担任红色情感电视剧《青春作伴之马桑树儿搭灯台》女一号“戴桂香”，演唱多部电视剧主题曲，《痴梦》《永夜的爱情》《慢慢会好的》等。2012年被选作了天娱传媒首位发片女歌手，发行专辑《灿烂的行走》。2013年11月参加四川卫视《中国藏歌会》。

## 生平

### 早年经历
黄英出生于四川省达州市渠县，初中毕业后进入万州一职业学校学习服装设计。
2007年7月，黄英参加家乡的“唱响达州”比赛，获得了大竹赛区亚军，当时她唱的还是流行歌曲。同年被四川音乐学院录取。

### 快女历程
2009年湖南卫视“快乐女声”比赛开始后，黄英向父亲借了1000元，独自一人前往成都参加比赛。与其她选手不同，她在比赛中所唱的都是民歌，这也成为其个人的独特标志。在6月11日的300进60第三场中，演唱《映山红》的她技惊四座，逐渐开始走红。黄英在之后的比赛中顺利闯入全国10强，并在10进7淘汰赛中成为周冠军。此后她一路发挥稳定，最终在9月4日的总决赛中成为全国季军。

### 赛后发展
2009至2017签约经纪公司天娱传媒（全约），唱片公司星外星唱片（唱片发行）。
2010年1月18日 搜狐特步战略合作伙伴签约仪式，05月24日--05月25日 特步MV拍摄。
2012年5月12日 深圳出席电影《暴走妈妈》全明星首映见面会。06月11日，北京出席个人新唱片《灿烂的行走》发布会暨首唱会。
2013年3月13日 拍摄网络剧《我的极品是前任》。
2022年出演芒果TV《想唱就唱的夏天》。

## 作品

### EP
- 2010年12月26日，《小黄英 大太阳》（天娱传媒）

| EP     | 資料                                                                                 | 曲目                                           |
| ------ | ------------------------------------------------------------------------------------ | ---------------------------------------------- |
| 1st EP | 首張EP《小黄英 大太阳》 - 發行日期：2010年12月26日 - 語言：国语 - 唱片公司：天娱传媒 | 曲目 1. 大太阳 2. 映在你眼中的映山红 3. 小妹妹 |

### 单曲
- 2010年，《梦随心动》（2010年世界华人“炎帝故里寻根节”主题曲）
- 2011年，《痴梦》（电视剧《凰图腾》片尾曲）

### MV
2009年
- 2009快女10强《唱得响亮》（2009快乐女声主题曲）
- 黄英《映山红》（2009快女10强合辑《封面女生Cover Girls》）
- 天娱群星《快乐出发》（湖南卫视2009跨年演唱会主题曲）

2010年
- 天娱群星《爱是家乡》（2010年玉树地震赈灾歌曲）
- 动力火车/快女5强《我爱X足球》（2010年南非世界杯公益励志歌曲）
- 天娱群星《wishing for u》（为拍戏烧伤的俞灏明创作的祝福歌曲，参见《我和春天有个约会》）
- 黄英《大太阳》（EP《小黄英大太阳》）
- 天娱群星《给力青春》（湖南卫视2010跨年演唱会主题曲）

2011年
- 2009快女10强《baby sister》（2011快乐女声加油歌）

### 电影
- 2012年，《暴走妈妈》饰 黄莺

### 书籍
- 《2009快乐女声星光闪耀全集8：悦耳坎音黄英》（写真集，2009年9月出版）